# 에오트리케라톱스
에오트리케라톱스(Eotriceratops, "여명의 트리케라톱스"라는 의미)는 백악기 후기에 살았던 각룡류 공룡의 한 속이다. 유일하게 알려진 종인 에오트리케라톱스 제린술라리스(Eotriceratops xerinsularis)는 호스슈캐년 층 최상부, 6760만년 전의 연대를 가지는 지층에서 발견되었다. 이전에 뉴멕시코의 동시대 지층에서 발견되어 오조케라톱스 포울러리와 토로사우루스 우타헨시스로 분류된 표본들 중 일부가 에오트리케라톱스일 가능성이 있다. 가장 큰 두개골의 길이는 3m 정도이다. 전체 몸길이는 8.5~9m에 몸무게는 10톤 추정된다.
에오트리케라톱스는 샤오-충 우, 도날드 B. 브링크만, 데이비드 A. 디버스, 그리고 데니스 R. 브라만이 2007년에 보고하였으며 모식종은 E. xerinsularis이다. 종명인 제린술라리스는 "건조한 섬"이라는 의미로 화석이 발견된 드라이아일랜드 버팔로 점프 지방 공원 (Dry Island Buffalo Jump Provincial Park) 을 가리키는 것이다.

## 특징

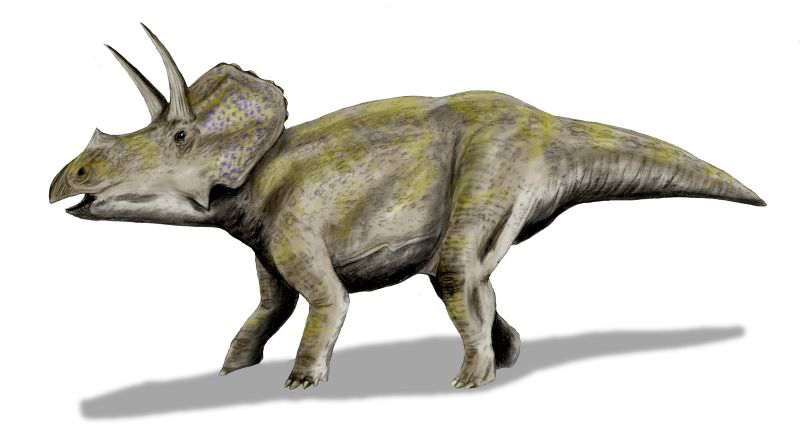
복원도

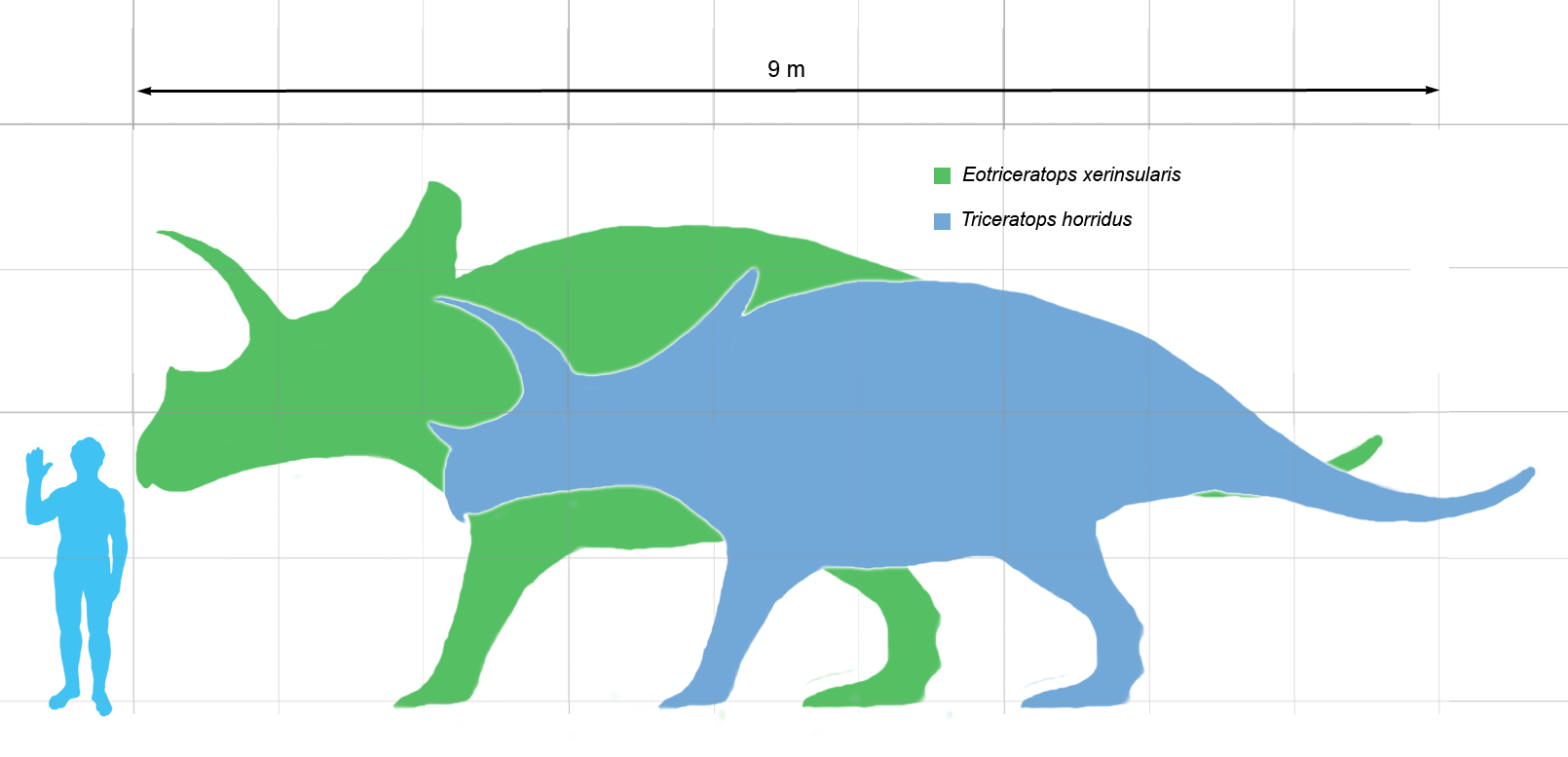
에오트리케라톱스의 추정크기 (녹색). 옆에 있는 것은 사람과 트리케라톱스(푸른색).

에오트리케라톱스는 캐나다 앨버타 중 남부 드라이아일랜드 버팔로 점프 지방 공원에서 부분부분 흩어져 있는 상태로 발견된 불완전한 골격 하나만이 알려져 있다. 골격은 프릴, 트리케라톱스와 비슷하게 눈 위의 큰 뿔과 코 위의 작은 뿔로 구성된 두개골 일부가 포함된다. 목뼈와 등뼈, 몇몇 갈비뼈가 같이 발견되었다. 표본이 약하게 층리를 보이는 셰일에서 발견되었기 때문에 다수의 뼈들은 심하게 부서져 있었다. 다른 카스모사우루스아과 각룡들과 구분할 수 있는 특징들로는 유난히 튀어 나온 광대뼈의 뿔과 토로사우루스 우타헨시스와 비슷하게 매우 길고 납작하며 막대기같은 뒷머리뼈뒷돌기 (프릴의 가장자리를 장식하며 종종 툭 튀어나와 있는 뼈들) 등이 있다. 가장 큰 특징은 에오트리케라톱스의 전상악골에 수직으로 눈에 띄는 돌기가 있어 근연종들과 달리 코뼈와 접촉하고 있다는 점이다. 트리케라톱스 표본들 중 일부가 비슷한 돌기를 가지고 있으나 이 정도로 길지는 않다. 눈 위의 뿔들은 앞쪽으로 휘어 있고 약 80 cm 정도의 길이다. 눈 위에는 왼쪽 뿔 기저부 근처에 물린 자국이 있는 것으로 보인다.